# کمرکایا (بولوادین)
کمرکایا (به ترکی استانبولی: Kemerkaya) یک منطقهٔ مسکونی در ترکیه است که در بولوادین واقع شده‌است.